# Стара кост
„Стара кост” је  југословенски ТВ филм из 1977. године. Режирао га је Лазар Николић а сценарио је написао Милош Николић.

## Улоге
| Глумац            | Улога |
| ----------------- | ----- |
| Станоје Душановић |       |
| Ђорђе Јелисић     |       |
| Рената Улмански   |       |